# Boala pulmonară obstructivă cronică
Bronhopneumopatia obstructivă cronică (adesea prescurtată BPOC) este o afecțiune pulmonară cronică obstructivă. Printre principalele simptome se numără senzația de sufocare, iar în cazuri mai grave tusea și dispneea. BPOC este o boală progresivă, și de obicei simptomele se agravează cu trecerea timpului. În cazurile mai grave, activitățile cotidiene devin dificile, astfel că pacienților le este greu chiar să urce scările.
Fumatul este una dintre principalele cauze ale BPOC-ului, iar ceilalți factori de risc sunt poluarea aerului și factorii ereditari.